# Euforia

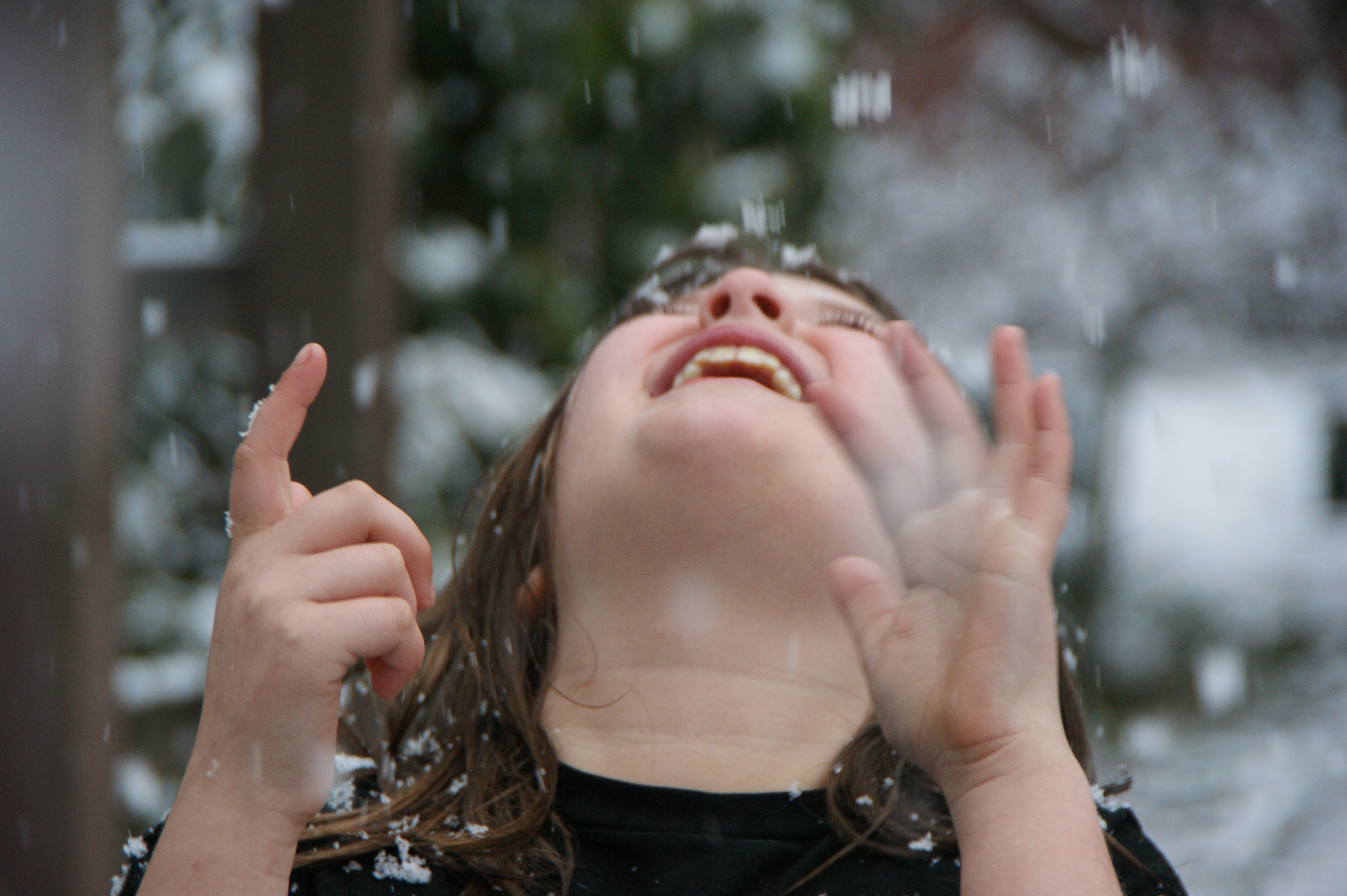
Pessoa em estado eufórico.

A Euforia (do grego εὐφορία, "poder de perseverar facilmente") é um sentimento reconhecido como uma condição mental e emocional na qual uma pessoa experimenta sentimentos intensos de bem-estar, elação, felicidade, entusiasmo e alegria. Tecnicamente, a euforia é um afeto, mas o termo é muitas vezes usado coloquialmente para definir uma emoção combinando um estado intenso de felicidade transcendente com uma esmagadora sensação de contentamento.[carece de fontes?]
A euforia é geralmente considerada como um estado de bem-estar físico e emocional exagerado, por vezes induzido pelo uso de drogas psicoativas e normalmente não atingido durante o curso normal da experiência humana. No entanto, alguns comportamentos naturais, como atividades que resultem em orgasmo, amor, ou o triunfo de um atleta, podem induzir breves estados de euforia. A euforia também já foi citada durante certos rituais religiosos ou espirituais e meditação. A euforia também pode ser o resultado de um distúrbio mental, incluindo o distúrbio bipolar, a ciclotimia e o hipertiroidismo, e também pode resultar de um ferimento na cabeça. A euforia também pode ocorrer em caso de doenças que afetem o sistema nervoso, como a sífilis e a esclerose múltipla.